# Kinoni
Kinoni ist ein Sektor im Westen des Distrikts Burera in der Nordprovinz von Ruanda.

## Geographie
Der Sektor hat eine Fläche von 30,6 km² und liegt auf einer Höhe von etwa 1830 m. Er setzt sich aus den vier Zellen Gafuka, Nkenke, Nkumba und Ntaruka zusammen. Der Sektor liegt im Osten am Burera- und im Süden am Ruhondo-See. Nachbarsektoren sind im Norden und Osten Rugarama, im Südosten Gitovu, im Süden Gashaki, im Südwesten Gagaca, im Westen Cyuve und im Nordwesten Gahunga.

## Bevölkerung
Nach Stand der Volkszählung von 2022 liegt die Einwohnerzahl bei 19.017. Zehn Jahre zuvor waren es 17.523, was einem jährlichen Bevölkerungszuwachs von 0,82 Prozent zwischen 2012 und 2022 entspricht.

## Energiewirtschaft
Zwischen beiden Seen befindet sich innerhalb des Sektors das Wasserkraftwerk Ntaruka.

## Verkehr
Durch den Sektor führt eine District Road und weiter nach Südosten zwischen den beiden Seen entlang. Nach Nordwesten trifft sie auf die Nationalstraße 17. Stand 2022 ist lediglich die Nationalstraße asphaltiert.